# Praça João do Rio
A Praça João do Rio, é uma praça da cidade de Lisboa, Portugal.
Integrada no Bairro do Areeiro, fica localizada entre a Praça do Areeiro e a Alameda Dom Afonso Henriques. 

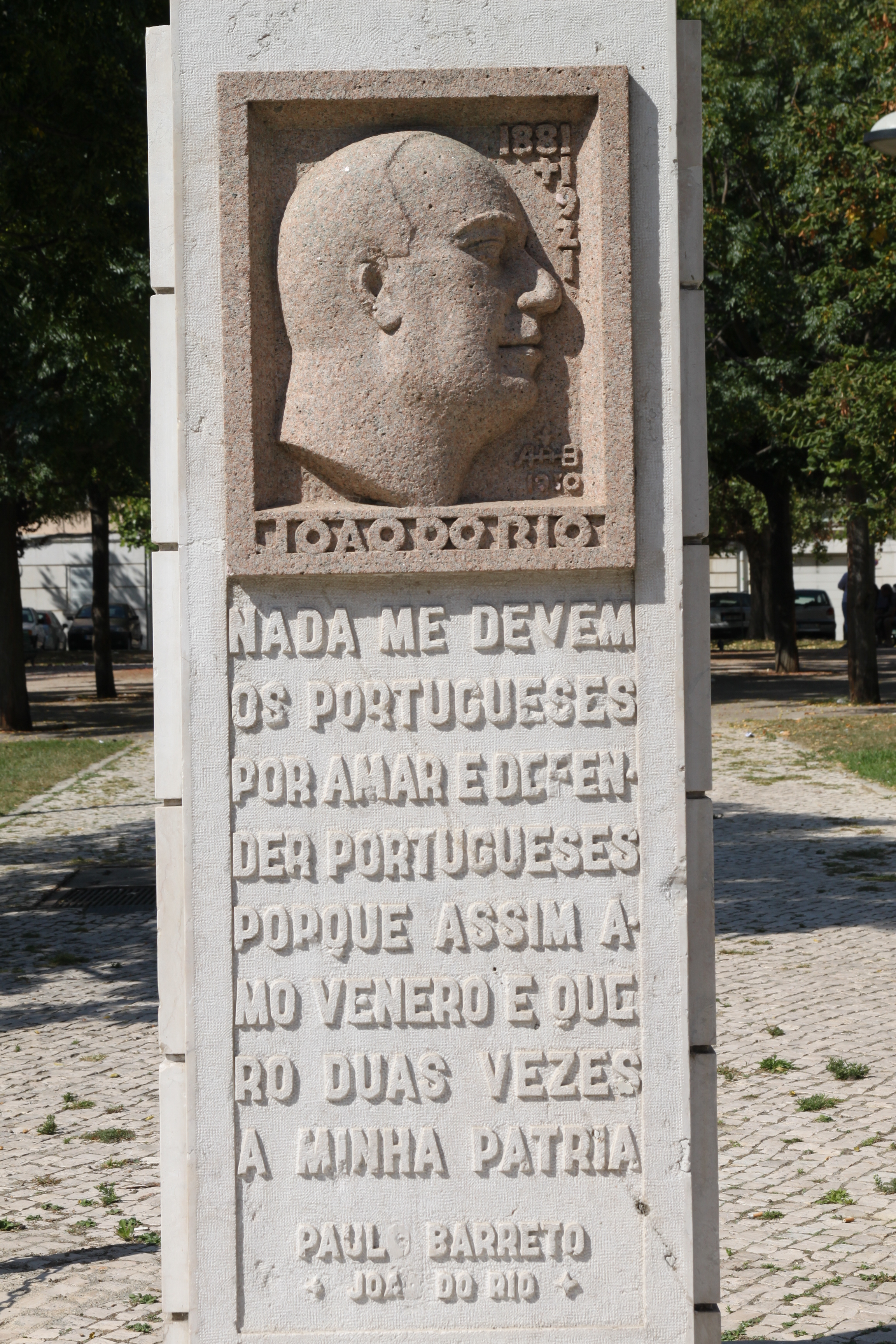
Pedestal em homenagem a João do Rio

Este topónimo surgiu na sequência de uma sugestão de 1945 do vereador Luís Teixeira, para que fosse colocado na esquina de uma das novas artérias da cidade um medalhão consagrando João do Rio, o qual veio a ser inaugurado em 3 de maio de 1950, com a seguinte inscrição no pedestal:
| “ | Nada me devem os portugueses por amar e defender portugueses, porque assim amo, venero e quero duas vezes a minha pátria | ” |

Predominantemente residencial, sendo totalmente edificada excepto a Nascente, tem como principal atractivo o seu jardim,  construído nos anos 50 que é hoje dominado por imponentes Magnólias (Magnolia grandiflora), Ciprestres (cupressus sempervirens) e um Chorão (Salix babylinica), para além de várias outras árvores tais como Ameixieiras (Prunus cerasifera ) ou Choups.populus nigra (choupo-negro).
Dois parques infantis são utilizados regularmente pelos residentes, tendo ainda a Praça uma fonte.